# Осенево (Ярославская область)
Осенево — село в Гаврилов-Ямском районе Ярославской области России. Входит в состав Стогинского сельского округа Митинского сельского поселения.

## География
Село находится в юго-восточной части области, в зоне хвойно-широколиственных лесов, на правом берегу реки Лахости, при автодороге 78К-0007, на расстоянии примерно 20 километров (по прямой) к юго-востоку от города Гаврилов-Ям, административного центра района. Абсолютная высота — 136 метров над уровнем моря.

### Климат
Климат характеризуется как умеренно континентальный, с умеренно холодной зимой и относительно тёплым летом. Среднегодовая температура воздуха — 3 — 3,5 °C. Средняя температура воздуха самого холодного месяца (января) — −13,3 °C; самого тёплого месяца (июля) — 18 °C. Вегетационный период длится около 165—170 дней. Годовое количество атмосферных осадков составляет 500—600 мм, из которых большая часть выпадает в тёплый период.

## История
В 1613-м году деревня подверглась разорению во время Польской Интервенции, погибло 10 человек. 
Главная каменная церковь во имя Казанской Божией Матери воздвигнута в 1783 году; вновь расширена в 1820 году. Престолов было 5: в летней — главный во имя Казанской Божией Матери. С правой стороны во имя Святого апостола Петра и Павла, С левой — во имя святого апостола первомученика и apхидиакона Стефана. В теплой зимней с правой стороны — во имя Св. мученика Иоанна воина, с левой — во имя Всех Скорбящих Радости.
В конце XIX — начале XX века село являлось центром Осеневской волости Ярославского уезда Ярославской губернии.
С 1929 года село являлось центром Осеневского сельсовета Гаврилов-Ямского района, с 1954 года — в составе Стогинского сельсовета, с 2005 года — в составе Митинского сельского поселения.

## Население
| 1859 | 1897 | 2002 | 2007 | 2010 |
| ---- | ---- | ---- | ---- | ---- |
| 518  | ↘500 | ↘204 | ↘200 | ↘172 |

### Национальный состав
Согласно результатам переписи 2002 года, в национальной структуре населения русские составляли 99 % из 204 чел.

## Достопримечательности
В селе расположена действующая Церковь Казанской иконы Божией Матери (1783).